# Laddie (1935)
Laddie is een Amerikaanse dramafilm uit 1935 onder regie van George Stevens.

## Verhaal
Laddie Stanton is de oudste zoon in een boerenfamilie in Indiana. Hij heeft stiekem een relatie met zijn knappe Engelse buurvrouw Pamela Pryor. Ze wisselen liefdesbrieven uit in het bos. De zussen van Laddie zien de gereserveerdheid van Pamela verkeerdelijk aan voor arrogantie. Pamela's deftige vader kijkt neer op Laddie en zijn familie.

## Rolverdeling
| Acteur            | Personage       |
| ----------------- | --------------- |
| John Beal         | Laddie Stanton  |
| Gloria Stuart     | Pamela Pryor    |
| Virginia Weidler  | Kleine zus      |
| Donald Crisp      | Mijnheer Pryor  |
| Dorothy Peterson  | Mevrouw Stanton |
| Willard Robertson | John Stanton    |
| William Bakewell  | Robert Pryor    |
| Gloria Shea       | Sally Stanton   |
| Charlotte Henry   | Shelly Stanton  |
| Jimmy Butler      | Leon Stanton    |
| Grady Sutton      | Peter Dover     |
| Greta Meyer       | Candace         |
| Mary Forbes       | Anna Pryor      |